# Domecia acanthophora
Domecia acanthophora is een krabbensoort uit de familie van de Domeciidae. De wetenschappelijke naam van de soort is voor het eerst geldig gepubliceerd in 1867 door Desbonne, in Desbonne & Schramm.